# Clifford Odets

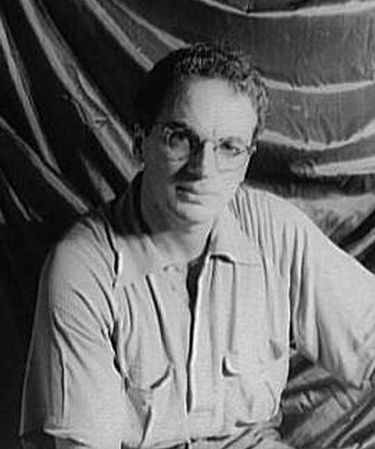
Clifford Odets fotografato da Carl Van Vechten nel 1937

Clifford Odets (Filadelfia, 18 luglio 1906 – Los Angeles, 18 agosto 1963) è stato un drammaturgo, regista, sceneggiatore e attore teatrale statunitense.

## Biografia
Nato da immigrati ebrei, abbandonò la scuola e mosse i suoi primi passi nella compagnia teatrale del Theatre Guild, più nota in seguito come Group Theatre, divenendone autore dal 1928. Quei lavori teatrali sono stati più volte rappresentati e vengono considerati nel periodo giovanile di Odets. Il Group Theatre introdusse negli USA il nuovo "Metodo" ideato dal russo Konstantin Stanislavskij. Il più importante dei lavori di quel periodo fu In attesa di Lefty (Waiting for Lefty).
Alla fine degli anni quaranta tornò al teatro con The Big Knife, da cui nel 1955 verrà tratto l'omonimo film di Robert Aldrich, e Flowering Peach, del 1954, opere stilisticamente più mature, ma con scarso mordente sociale, quello che aveva caratterizzato la sua produzione giovanile, ambientata nei movimentati anni trenta del secolo scorso in America. Di buon successo anche The Country Girl (1950), da cui verrà tratto il film La ragazza di campagna (1954), con Grace Kelly.

## Teatro

### Attore
- Midnight - Mezzanotte, 1930
- 1931 - 1931
- Big Night - La grande notte, 1933
- They All Come to Moscow - 1933
- Men in White - Uomo in bianco, 1933
- Gold Eagle Guy - 1934

### Drammi
- Waiting for Lefty - In attesa di Lefty, 1935
- Awake and Sing! - Svegliati e canta, 1935[1]
- Till the Day I Die - Fino al giorno che morrò, 1935
- I can't Sleep - Non posso dormire, 1935
- Paradise Lost - Il Paradiso perduto, 1935
- Golden Boy - Ragazzo d'oro, 1937
- Rocket to the Moon - Razzo per la Luna, 1938
- Night Music - Notturno a New York, 1940[2]
- Clash by Night - Scontro nella notte, 1941
- The Russian People - Il popolo russo, adattamento del 1942
- The Big Knife - Il grande coltello, 1949
- The Country Girl - La ragazza di campagna, 1950 (anche regista)
- The Flowering Peach - Il pesco in fiore, 1954 (anche regista)

## Filmografia

### Sceneggiatore
- Il generale morì all'alba (The General Died at Dawn), regia di Lewis Milestone (1936)
- Il ribelle (None But the Lonely Heart), regia di Clifford Odets (1944)
- In nome dell'amore (Deadline at Dawn), regia di Harold Clurman e, non accreditato, William Cameron Menzies (1946)
- Humoresque - Perdutamente, 1946
- Notorious - Notorious - L'amante perduta, 1946 (parte dei dialoghi, non accreditato)
- Sweet Smell of Success - Piombo rovente, 1957
- Wild in the Country - Paese selvaggio (film 1961), 1961

### Regista
- Il ribelle (None but the Lonely Heart) (1944)
- Inchiesta in prima pagina (The Story on Page One) (1959)